# Bobby Brown (piosenka)
Bobby Brown (Bobby Brown Goes Down lub Bobby Brown (Goes Down)) – piosenka napisana i nagrana w 1978 roku przez Franka Zappę, którą wydano na singlu (1979) promującym album Sheik Yerbouti (1979). 
Jest to jeden z najpopularniejszych utworów Zappy, który odniósł sukces w Europie Zachodniej (kraje niemieckojęzyczne i Skandynawia). Singiel z tą piosenką był przebojem, który w Szwecji i Norwegii znalazł się na 1. miejscach tamtejszych list przebojów, a w zestawieniu w Niemczech zajął 4. miejsce, gdzie sprzedano ponad 250 000 egzemplarzy płyty.

## Historia
Po raz pierwszy Zappa zaprezentował tę kompozycję 28 października 1977 roku w The Palladium. Wyjaśnił wówczas zgromadzonej publiczności tło jej powstania. Mówił o trzech „dziennikarzach-dupkach” (asshole journalists), którzy próbowali zirytować muzyka, twierdząc, że teksty jego piosenek są „seksistowskie”. Powiedział też, że dedykuje tę piosenkę tym trzem „dupkom”. Wersja piosenki, którą wydano na singlu i albumie, została zarejestrowana 27 stycznia 1978 roku w Hammersmith Odeon, w Londynie, a ostateczny kształt ścieżki otrzymano po późniejszym dokonaniu overdubbingu w studiu nagraniowym.

## Tekst
„Bobby Brown” to jedna z piosenek, które były rzadko odtwarzane w amerykańskich rozgłośniach, ponieważ w warstwie lirycznej jest dziełem kontrowersyjnym. W tym utworze, według dziennikarza Maxa Bella, ignorowanie przez Zappę „granic dobrego smaku osiągnęło zenit”. W innych anglojęzycznych krajach utwór ten też nie był często emitowany w radiu, ponieważ włodarze tamtejszych stacji radiowych byli temu przeciwni. Zappa często w cyniczny i charakterystyczny dla siebie sposób opisywał tematy seksu i miłości, przez co efekty jego twórczości odbierane były jako nieprzyjazne wobec kobiet, natomiast w słowach utworu „Bobby Brown” autor wyraźnie poniża mężczyzn. Mimo że w warstwie lirycznej utwór jest kontrowersyjny, to poruszał kwestie śpiewane w innych amerykańskich piosenkach popowych. Ta kombinacja pozwoliła na, prawdopodobnie wbrew podejrzeniom Zappy, że singiel „Bobby Brown” odniósł komercyjny sukces.
Na świecie słuchacze też mieli bardzo mieszane uczucia związane z tą piosenką. Część odbiorców uważa, że tekst utworu jest niezwykle szowinistyczny, z kolei inna grupa ludzi odczytuje słowa jako aroganckie, poprzez które autor kpi z mężczyzn będących szowinistami.
W 1993 roku, podczas wywiadu przeprowadzanego dla amerykańskiego czasopisma „Playboy”, dziennikarz poprosił Zappę, by odniósł się do kontrowersji, jakie wywołały jego utwory „Bobby Brown Goes Down” i „He’s So Gay” (1984), na co Zappa odpowiedział:

Ale popatrz, jestem pewnego rodzaju dziennikarzem. Mam prawo powiedzieć, co chcę powiedzieć odnośnie jakiegokolwiek tematu. Jeśli nie masz poczucia humoru, to masz pecha.

## Listy przebojów
| Kraj | Lista             | Pozycja | Źr.    |
| ---- | ----------------- | ------- | ------ |
| AT   | Ö3 Austria Top 40 | 8       | [ 8 ]  |
| DE   | Single Top 100    | 4       | [ 9 ]  |
| NO   | VG-lista          | 1       | [ 10 ] |
| CH   | Singles Top 100   | 5       | [ 11 ] |
| SE   | Sverigetopplistan | 1       | [ 12 ] |

| Kraj | Lista                       | Pozycja | Źr.    |
| ---- | --------------------------- | ------- | ------ |
| DE   | Top 100 Single-Jahrescharts | 6       | [ 13 ] |

| Kraj | Lista                     | Pozycja | Źr.    |
| ---- | ------------------------- | ------- | ------ |
| AT   | Ö3 Austria Top 40         | 2       | [ 8 ]  |
| EU   | Eurochart Hot 100 Singles | 31      | [ 14 ] |
| DE   | Single Top 100            | 32      | [ 15 ] |
| NO   | VG-lista                  | 5       | [ 16 ] |
| CH   | Singles Top 100           | 14      | [ 17 ] |
| SE   | Sverigetopplistan         | 25      | [ 18 ] |

| Kraj | Lista             | Pozycja | Źr.    |
| ---- | ----------------- | ------- | ------ |
| AT   | Ö3 Austria Top 40 | 7       | [ 19 ] |